# Фулшер (Техас)
Фулшер (англ. Fulshear) — місто (англ. city) в США, в окрузі Форт-Бенд штату Техас. Населення — 16 856 осіб (2020).

## Географія
Фулшер розташований за координатами 29°41′22″ пн. ш. 95°52′57″ зх. д. / 29.68944° пн. ш. 95.88250° зх. д. (29.689509, -95.882381).  За даними Бюро перепису населення США в 2010 році місто мало площу 21,12 км², з яких 20,95 км² — суходіл та 0,17 км² — водойми. В 2017 році площа становила 28,65 км², з яких 28,48 км² — суходіл та 0,17 км² — водойми.

## Демографія
Згідно з переписом 2010 року, у місті мешкали 1134 особи в 384 домогосподарствах у складі 327 родин. Густота населення становила 54 особи/км².  Було 424 помешкання (20/км²).
Расовий склад населення:
| - 73,8 % — білих - 15,8 % — чорних або афроамериканців - 2,1 % — корінних американців - 2,0 % — азіатів - 4,9 % — осіб інших рас |

До двох чи більше рас належало 1,3 %. Частка іспаномовних становила 17,4 % від усіх жителів.
За віковим діапазоном населення розподілялося таким чином: 28,8 % — особи молодші 18 років, 62,7 % — особи у віці 18—64 років, 8,5 % — особи у віці 65 років та старші. Медіана віку мешканця становила 38,2 року. На 100 осіб жіночої статі у місті припадало 97,9 чоловіків;  на 100 жінок у віці від 18 років та старших — 98,3 чоловіків також старших 18 років.
Середній дохід на одне домашнє господарство  становив 182 248 доларів США (медіана — 175 990), а середній дохід на одну сім'ю — 194 795 доларів (медіана — 182 917). За межею бідності перебувало 3,2 % осіб, у тому числі 1,3 % дітей у віці до 18 років та 9,0 % осіб у віці 65 років та старших.
Цивільне працевлаштоване населення становило 1431 особа. Основні галузі зайнятості: освіта, охорона здоров'я та соціальна допомога — 15,5 %, сільське господарство, лісництво, риболовля — 15,2 %, виробництво — 14,4 %, науковці, спеціалісти, менеджери — 14,0 %.